# Sistema de senyalització núm. 7
El sistema de senyalització núm. 7 (SS7) és un conjunt de protocols de senyalització de telefonia desenvolupats a la dècada de 1970, que s'utilitza per configurar i desactivar trucades telefòniques a la majoria de les parts de la xarxa telefònica pública commutada (PSTN) mundial. El protocol també realitza la traducció de números, la portabilitat de números locals, la facturació prepagada, el servei de missatges curts (SMS) i altres serveis.
El protocol es va introduir al sistema Bell als Estats Units amb el nom de Common Channel Interoffice Signaling a la dècada de 1970 per a la senyalització entre el commutador número 4ESS i les oficines de peatge de la barra transversal número 4A. A Amèrica del Nord, SS7 també es coneix sovint com a Common Channel Signaling System 7 (CCSS7). Al Regne Unit, s'anomena C7 (CCITT número 7), número 7 i Common Channel Interoffice Signaling 7 (CCIS7). A Alemanya, sovint s'anomena Zentraler Zeichengabekanal Nummer 7 (ZZK-7).
El protocol SS7 està definit per a l'ús internacional per les recomanacions de la sèrie Q.700 de 1988 de l'ITU-T. De les moltes variants nacionals dels protocols SS7, la majoria es basen en variants estandarditzades per l'American National Standards Institute (ANSI) i l'European Telecommunications Standards Institute (ETSI). Les variants nacionals amb característiques sorprenents són les variants nacionals del Comitè de Tecnologia de les Telecomunicacions (TTC) xinès i japonès.
L'Internet Engineering Task Force (IETF) ha definit la suite de protocols SIGTRAN que implementa protocols de nivells 2, 3 i 4 compatibles amb SS7. De vegades també anomenat Pseudo SS7, es troba en capes al mecanisme de transport del protocol de transmissió de control de flux (SCTP) per utilitzar-lo en xarxes de protocol d'Internet, com ara Internet.

## Història
El sistema de senyalització núm. 5 i els sistemes anteriors utilitzen senyalització en banda, en què la informació de configuració de trucada s'envia generant tons especials multifreqüència transmesos als canals d'àudio de la línia telefònica, també coneguts com a canals portadors. Com que els usuaris poden accedir directament al canal portador, es pot explotar amb dispositius com la caixa blava, que reprodueix els tons necessaris per al control i l'encaminament de trucades. Com a remei, SS6 i SS7 implementen la senyalització fora de banda, portada en un canal de senyalització separat, :141mantenint així el camí de la parla separat. SS6 i SS7 s'anomenen protocols de senyalització de canal comú (CCS) o sistemes de senyalització interoficina de canal comú (CCIS).Funcionalitat
La senyalització en telefonia és l'intercanvi d'informació de control associat a la configuració i alliberament d'una trucada telefònica en un circuit de telecomunicacions. :318Alguns exemples d'informació de control són els dígits marcats per la persona que truca i el número de facturació de la persona que truca.
Quan la senyalització es realitza al mateix circuit que la conversa de la trucada, s'anomena senyalització associada al canal (CAS). Aquest és el cas de troncals analògics, troncals digitals multifreqüència (MF) i R2 i troncals de PBX DSS1/DASS.

## Xarxa física
SS7 separa la senyalització dels circuits de veu. Una xarxa SS7 ha d'estar formada per equips compatibles amb SS7 d'extrem a extrem per tal de proporcionar tota la seva funcionalitat. La xarxa pot estar formada per diversos tipus d'enllaç (A, B, C, D, E i F) i tres nodes de senyalització: punts de commutació de servei (SSP), punts de transferència de senyal (STP) i punts de control de servei (SCP). Cada node s'identifica a la xarxa per un número, un codi de punt de senyalització. Els serveis ampliats són proporcionats per una interfície de base de dades a nivell SCP mitjançant la xarxa SS7.
Els enllaços entre nodes són canals de comunicacions full-duplex de 56, 64, 1.536 o 1.984 kbit/s. A Europa solen ser un (64 kbit/s) o tots (1.984 kbit/s) intervals de temps (DS0s) dins d'una instal·lació E1; a Amèrica del Nord, una (56 o 64 kbit/s) o totes les franges horàries (1.536 kbit/s) (DS0As o DS0s) dins d'una instal·lació T1. Un o més enllaços de senyalització es poden connectar als mateixos dos punts finals que junts formen un conjunt d'enllaços de senyalització. Els enllaços de senyalització s'afegeixen als conjunts d'enllaços per augmentar la capacitat de senyalització del conjunt d'enllaços.

## Suite de protocols SS7
La pila de protocols SS7 es pot assignar parcialment al model OSI d'una pila de protocols digitals paquetitzats. Les capes OSI 1 a 3 les proporcionen la part de transferència de missatges (MTP) i la part de control de connexió de senyalització (SCCP) del protocol SS7 (coneguda conjuntament com a part de servei de xarxa (NSP)); per a la senyalització relacionada amb el circuit, com ara el BT IUP, la part d'usuari del telèfon (TUP) o la part d'usuari de RDSI (ISUP), la part d'usuari proporciona la capa 7. Actualment no hi ha components de protocol que proporcionin capes OSI 4 a 6. La part de l'aplicació de capacitats de transacció (TCAP) és l'usuari SCCP principal a la xarxa principal, utilitzant SCCP en mode sense connexió. SCCP en mode orientat a connexió proporciona una capa de transport per a protocols d'interfície aèria com ara BSSAP i RANAP. TCAP proporciona capacitats de transacció als seus usuaris (usuaris TC), com ara la part d'aplicació mòbil, la part d'aplicació de xarxa intel·ligent i la part d'aplicació CAMEL.

### BSSAP
BSS Application Part (BSSAP) és un protocol de SS7 utilitzat pel Mobile Switching Center (MSC) i el subsistema de l'estació base (BSS) per comunicar-se entre ells mitjançant missatges de senyalització compatibles amb l'MTP i els serveis orientats a la connexió de l'SCCP. Per a cada equip mòbil actiu, BSSAP utilitza una connexió de senyalització amb almenys una transacció activa per a la transferència de missatges.
BSSAP ofereix dos tipus de funcions:
- La part de l'aplicació mòbil del BSS (BSSMAP) admet procediments per facilitar la comunicació entre el MSC i el BSS relacionats amb la gestió de recursos i el control del traspàs.
- La part d'aplicació de transferència directa (DTAP) s'utilitza per a la transferència d'aquells missatges que necessiten viatjar directament a l'equip mòbil des de MSC sense passar per alt qualsevol interpretació per part del BSS. Aquests missatges són generalment relacionats amb la gestió de la mobilitat (MM) o la gestió de trucades (CM).